# Konstantin von Neurath
Konstantin Hermann Karl svobodný pán von Neurath (2. února 1873, Kleinglattbach – 14. srpna 1956, Enzweihingen) byl německý nacistický politik, diplomat, veterán první světové války a důstojník SS v hodnosti SS-Obergruppenführer. Známý je svým působením jako ministr zahraničních věcí nacistického Německa v letech 1932–1938 a také funkcí říšského protektora v Protektorátu Čechy a Morava v letech 1939–1943.

## Život
Narodil se 2. února roku 1873 ve Württemberském městě Kleinglattbach jako syn velkostatkáře a nejvyššího komořího Württemberského království Konstantina Sebastiana von Neuratha a jeho ženy Mathilde von Gemmingen-Hornberg. Pocházel ze šlechtické rodiny a měl titul svobodného pána.
Poté, co dokončil základní školu, nastoupil roku 1886 na humanitní gymnázium Eberharda-Ludwiga ve Stuttgartu, kde později maturoval. Po vystudování práv vstoupil do diplomatických služeb a postupně působil v Londýně a Istanbulu.
V roce 1915 byl vojenským přidělencem v Turecku s úkolem sledovat genocidu Arménů osmanskými jednotkami. S vypuknutím první světové války vstoupil do německé císařské armády a sloužil v hodnosti kapitána záloh (Hauptmann der Reserve) u 119. pěšího pluku jako velitel roty. Během svého působení u armády se zúčastnil bitev na západní frontě. Jako důstojník u pěchoty sloužil až do roku 1916, kdy byl vážně raněn. Po válce se vrátil do diplomatických služeb a působil v Dánsku, v Itálii (1921-30) a v Británii (1930-32).
Od roku 1932 zastával funkci ministra zahraničních věcí v Papenově a poté Schleicherově vládě. Ve funkci zůstal i poté, když se v roce 1933 stal kancléřem Adolf Hitler. Ve své funkci se snažil dodat konzervativní vážnost Hitlerově rozpínavé zahraniční politice. V roce 1937 vstoupil do NSDAP. V únoru 1938 byl Hitlerem zbaven funkce ve prospěch agresivnějšího Joachima von Ribbentropa a zůstal ve funkci ministra bez portfeje.
V březnu 1939 byl ustanoven říšským protektorem v Protektorátu Čechy a Morava. Během jeho úřadování ve funkci protektora byly kupříkladu uzavřeny české vysoké školy, došlo k přijetí obdoby Norimberských zákonů a český průmysl byl zapojen do německého válečného hospodářství. Přesto byl v září 1941 Hitlerem fakticky nahrazen Reinhardem Heydrichem kvůli údajné shovívavosti a hlavně neschopnosti vyrovnat se se sílícím odbojem. (Heydricha po smrti nahradil další zastupující říšský protektor Kurt Daluege.) Formálně zůstal von Neurath ve funkci až do srpna 1943.

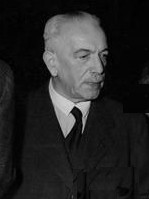
Konstantin von Neurath před Norimberským tribunálem

V posledních dnech druhé světové války byl dopaden francouzskými jednotkami. Po válce stanul před Norimberským tribunálem. Byl shledán vinným a odsouzen k 15 letům odnětí svobody. V roce 1954, po osmi letech strávených za mřížemi, byl z věznice ve Spandau propuštěn po prodělaném infarktu. Zemřel o dva roky později v Enzweihingenu.

## Shrnutí vojenské kariéry

### Data povýšení
- Einjährig-Freiwilliger - 1893
- Leutnant der Reserve - 1898
- Oberleutnant der Reserve
- Hauptmann der Reserve - 1914
- SS-Gruppenführer - 18. září 1937
- SS-Obergruppenführer - 21. červen 1943

### Významná vyznamenání
- Pruský železný kříž I. třídy - 1915
- Pruský železný kříž II. třídy - prosinec 1914
- Odznak za zranění v černém - 1916
- Zlatý stranický odznak - 30. listopad 1937
- Zlatý odznak Hitlerjugend
- Válečný záslužný kříž I. třídy bez mečů - 22. září 1940
- Válečný záslužný kříž II. třídy bez mečů
- Medaile za Anschluss
- Sudetská pamětní medaile se sponou Pražský hrad
- Kříž cti
- Rytířský kříž královského saského Albrechtova řádu I. třídy s meči - 20. duben 1918
- Rytířský kříž württemberského Fridrichova řádu I. třídy s meči (první světová válka)
- Rytířský kříž Württemberského vojenského záslužného řádu (první světová válka)
- Württemberský Wilhelmův kříž bez mečů (první světová válka)
- Württemberské vyznamenání za dlouhou službu (první světová válka)
- Württemberská stříbrná svatební medaile
- Záslužný řád Německého orla, velkokříž ve zlatě - 18. březen 1939
- Zlaté vyznamenání za 40 let věrné služby